# Broome, Norfolk
Broome är en civil parish i Storbritannien.   Den ligger i grevskapet Norfolk och riksdelen England, i den sydöstra delen av landet, 150 km nordost om huvudstaden London. Antalet invånare är 475. Arean är 5,9 kvadratkilometer.
Terrängen i Broome är platt.